# 塞尼卡鎮區 (密歇根州)
塞尼卡鎮區（英語：Seneca Township）是位於美國密歇根州萊納維縣的一個行政鎮區。

## 地方資料
塞尼卡鎮區的面積為103.80平方千米，當中陸地面積為103.60平方千米，而水域面積為0.20平方千米。根據2020年美國人口普查的數據，當地共有人口1155人，而人口密度為每平方千米11.13人。